# Chelaty

Chelat metal-EDTA

Chelaty, związki chelatowe – związki kompleksowe, w których organiczny ligand łączy się z jonem centralnym za pomocą więcej niż jednego wiązania koordynacyjnego. Jonem centralnym chelatowego związku kompleksowego jest najczęściej dwu- lub trójwartościowy kation metalu.

## Cechy
Chelaty cechują się wysoką trwałością zarówno termodynamiczną, jak i kinetyczną, co jest wynikiem utworzenia tak zwanego pierścienia chelatowego – fragmentu cyklicznego, którego jednym z elementów jest koordynowany atom metalu. Najtrwalsze związki chelatowe zawierają pierścienie pięcio- i sześcioczłonowe.

## Zastosowanie
Związki chelatowe stosowane są w rolnictwie. Potrzebne roślinom mikroelementy mogą być transportowane przez błony półprzepuszczalne komórek w postaci związków chelatowych. Używa się ich także w żywieniu drobiu. Nie ulegają one trawieniu w żołądkach ptaków i w niezmienionej formie docierają do ścian jelit, skąd absorbowane są do układu krwionośnego i rozprowadzane w organizmie. Rozkładane są dopiero gdy organizm wykorzystuje aminokwasy weń zawarte. Stanowią dobrą alternatywę dla powszechnie stosowanych preparatów zawierających składniki mineralne.

## Związki chelatowe
Przykłady związków chelatowych:
- bis(N-etylosalicylidenoimina)kobalt(II)
- acetyloacetonosrebro(I)
- dichloran bis(etylenodiamina)niklu(II)